# Negroamaro
Negroamaro, Negro amaro, Negro Amaro – czerwony szczep winorośli, pochodzący z południowych Włoch i uprawiany przede wszystkim w Apulii. Odmianę negro amaro powszechnie sadzono tam już od VI w. p.n.e. i dopiero z czasem zyskała obecną nazwę. Odgrywa ważną rolę we włoskim winiarstwie: wśród czerwonych szczepów lokuje się pod względem powierzchni upraw z 16 800 ha na piątym miejscu, a wśród wszystkich na ósmym. 

## Charakterystyka
Jagody mają niemal czarny odcień skórek, który dał nazwę szczepowi (negro). Choć amaro w języku włoskim znaczy gorzki, to równie prawdopodobnym źródłem tego członu nazwy jest greckie słowo maru (czarny).  

## Rozpowszechnienie
Jeszcze w 1990 roku powierzchnia upraw była niemal dwukrotnie wyższa (31 400 ha). Mimo to nadal negroamaro stanowi najważniejszą odmianę w Apulii, tzw. obcasie włoskiego buta.
Wina klasy DOC z negroamaro są wytwarzane w ramach apelacji
Salice Salentino DOC oraz Alezio, Brindisi, Copertino, Galatina, Nardò, Rosso di Cerignola i Squinzano
Popularne są także regionalne wina klasy Indicazione geografica tipica (np. IGT Salento).

## Wina
Czerwone wino z negroamaro jest intensywnie czerwono-rubinowe, wonne, o pełnym i intensywnym, lekko korzennym smaku i dość wysokim poziomie alkoholu. Negro amaro bywa mieszane z innymi odmianami, np. tradycyjnie z malvasia nera w winach salice salentino, copertino, nardò i innych albo z uva di troia (w rosso di cerignola). Grona winifikuje się także na wina różowe.

## Synonimy
Winorośl negro amaro jest znana także pod innymi nazwami: abbruzzese, abruzzese, albese, amaro nero, amaronero, arbese, arbise, jonico, lacrima, lacrimo, mangia verde, mangiaverde, mangiaverme, morese, negra della lorena, nero amaro, nero leccese, nicra amaro, niuri maru, niuru maru, san lorenzo, san marzuno, uva cane.